# Лига польских семей
Лига польских семей (пол. Liga Polskich Rodzin, LPR) — национально-консервативная партия в Польше. В 2000-е годы пользовалась заметной популярностью в обществе, прошла в Европейский парламент, но с 2007 г. не представлена в польском Сейме.

## История
LPR была создана перед выборами в 2001 и получила 8 % голосов, что позволило партии занять 38 из 460 мест в Сейме. Лидер партии, Роман Гертых, окончил исторический и юридический факультеты в Университете имени Адама Мицкевича в Познани. Отец Романа — Мацей Гертых — также член LPR, депутат в Европейском парламенте, а его дед, Франтишек, был депутатом от Национально-демократической партии в довоенной Польше. На формировании политических взглядов Романа Гертыха большое влияние оказали деятели правого и национально-католического лагеря, как Я. Лопушанский, А. Мачеревич, Г. Джановский.
LPR обязана своему успеху «Радио-Марии», ультра-католической радиостанции, которая пользуется особой популярностью у людей старшего поколения с консервативными и ультра-католическими взглядами. И «Радио-Мария» и LPR активно финансировались Я. Кобылянским, миллионером польского происхождения, живущим в Уругвае. В 2005 г. польская газета Gazeta Wyborcza обвинила Я. Кобылянского в том, что в годы Второй мировой войны он сотрудничал с немцами, однако убедительных доказательств, подтверждающих его вину, приведено не было.
Своей победой на выборах 2001 г. LPR, вероятно, обязана своей позиции в отношении к событиям в Едвабне, где в 1941 г. местные жители устроили еврейский погром. Во время избирательной кампании LPR отрицала факт погрома и резко осудила президента Польши Александра Квасьневского, который в июле 2001 г. на церемонии открытия памятника жертвам погрома, просил прощение от имени «всего польского народа». LPR известна также своими гомофобскими позициями.
После выборов в 2001 г. часть депутатов от LPR создала собственную фракцию, известную теперь как «Польское соглашение» (пол. Porozumienie Polskie) во главе с Я. Лопушанским и А. Мачеревичем.
На выборах 2004 г. в Европейский парламент LPR получила 16 % голосов, которые дали ей 15 из 54 мест, зарезервированных для Польши в Европейском парламенте. LPR стала третьей по популярности польской партией, уступая первенство лишь «Гражданской платформе» и правящей в то время партии «Право и справедливость».
На выборах 2005 г. LPR получила 8 % голосов, и потеряла 4 места в парламенте (из 38 сохранила лишь 34). В 2006—2007 гг. члены Лиги входили в правящую коалицию (правительство Ярослава Качиньского). Гертых был министром образования и на этом посту пользовался неоднозначной репутацией.
В 2007 году LPR получила на досрочных выборах лишь 1,5 % голосов и в Сейм не попала.